# São João de Loure
São João de Loure ist ein Dorf und eine ehemalige Gemeinde (Freguesia) im Kreis Albergaria-a-Velha. Die Freguesia war 10,9 km² groß und hatte 2016 Einwohner (Stand 30. Juni 2011).

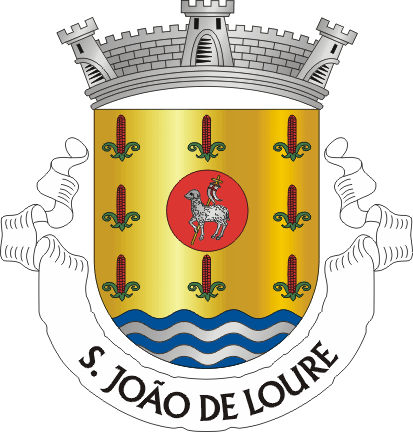
Das Wappen der ehemaligen Freguesia

Am 29. September 2013 wurden die Freguesias São João de Loure und Frossos zur neuen Freguesia São João de Loure e Frossos zusammengefasst. São João de Loure ist Sitz dieser neu gebildeten Freguesia.